# Horst aan de Maas
Horst aan de Maas (phát âmⓘ) là một đô thị ở đông nam Hà Lan, trong tỉnh Limburg.

## Các trung tâm dân cư
America, Broekhuizen, Broekhuizenvorst, Griendtsveen, Grubbenvorst, Hegelsom, Horst, Lottum, Melderslo, Meterik.

## Dân địa phương nổi tiếng
- Hub và Wim van Doorne, sáng lập viên DAF Trucks
- Maurice Cremers, tuyển thủ đua xe mô tô
- Willem Jozef Droesen, dân biểu Hạn viện Hà Lan của Đảng Nhà nước Công giáo Rôma (1933-1967)
- Suzanne Freriks, tuyển thủ bóng chuyền
- Heideroosjes, ban nhạc punk
- Twan Huys, người giới thiệu chương trình truyền hình Nova
- Dirk Marcellis, cầu thủ bóng đá PSV và đội tuyển quốc gia Hà Lan
- Rowwen Hèze, ban nhạc dân gian Limburg